# Liste des présidents du Collège des Affaires étrangères de l'Empire russe

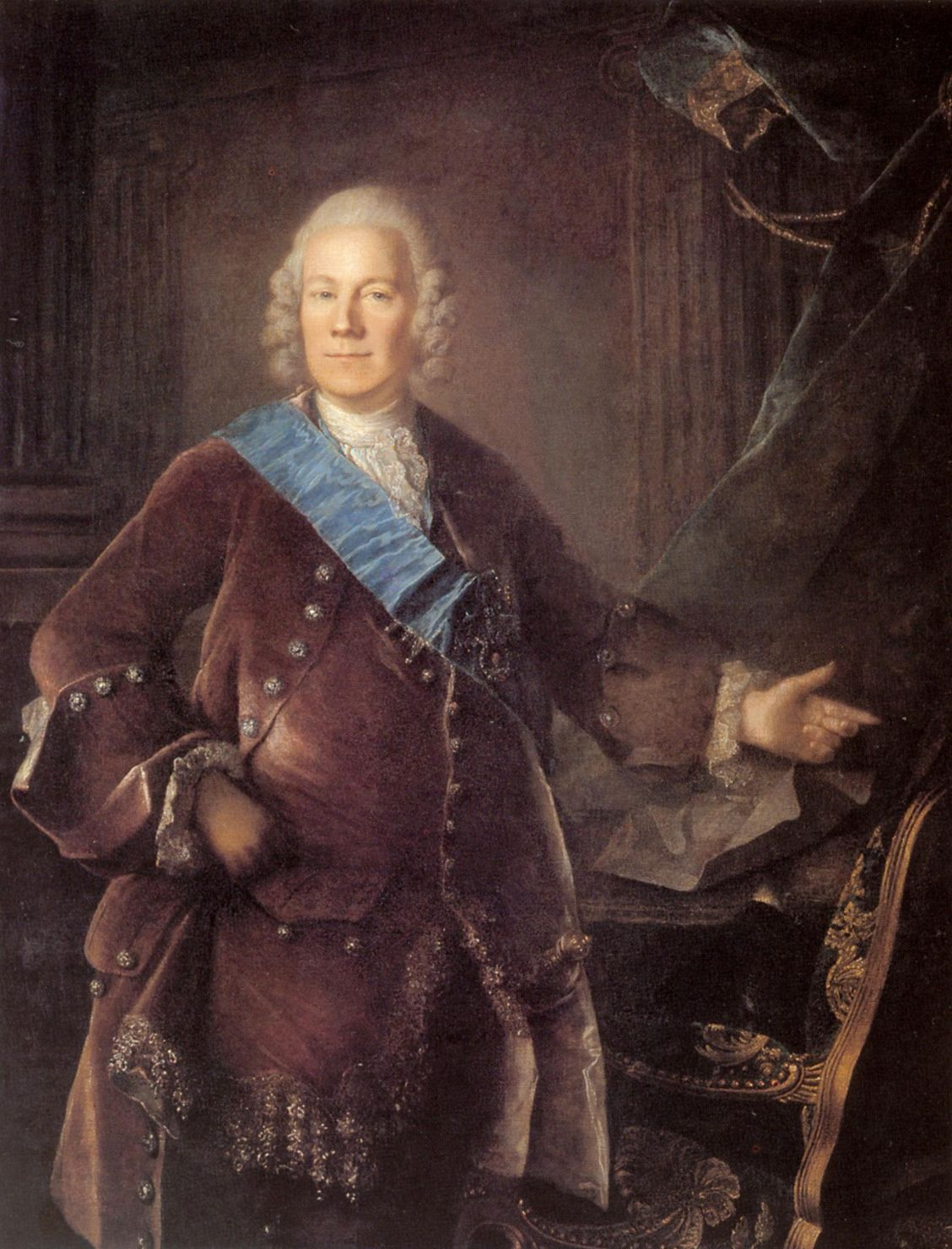
Le comte Alexeï Bestoujev-Rioumine un portrait de Louis Tocqué

Les présidents du Collège des Affaires étrangères ou conseil d'administration étranger de l'Empire russe eurent en charge les relations extérieures de la Russie avec les pays étrangers. Lorsqu'il engagea de nouvelles réformes Pierre Ier de Russie créa à partir du Bureau des ambassadeurs le Collège des Affaires étrangères (1718). En 1720, il reçut une nouvelle réglementation.

## Liste des présidents du Collège des Affaires étrangères

### Sous les règnes dePierreIer,CatherineIre,Pierre IIetAnneIre
- Comte Gavriil Ivanovitch Golovkine : 1717 à 1734.

### Sous le règne d'Anne Ire de Russie
- Comte Andreï Ivanovitch Osterman : 1734 à 1740.

### Sous le règne d'Ivan VI de Russie
- Prince Alexis Mikhaïlovitch Tcherkasski : 1740 à 1742.

### Sous le règne d'Élisabeth Ire de Russie
- Comte Alexeï Bestoujev-Rioumine : 1742 à 1758.

### Sous le règne deÉlisabethIreet dePierre III
- Comte Mikhaïl Illarionovitch Vorontsov : 1758 à 1763.

### Sous le règne deCatherine II de Russie
- Comte Nikita Ivanovitch Panine : 1763  à 1781.
- Comte Ivan Andreïevitch Osterman : 1781 à 1797.

### Sous le règne dePaul Ier de Russie
- Prince Alexandre Andreïevitch Bezborodko : 1797 à 1799.
- Comte Fiodor Vasilievitch Rostoptchine : 1799 à 1801.
- Comte Nikita Ivanovitch Panine : 1801 à 1801.

### Sous le règne de AlexandreIerde Russie
- Prince Viktor Pavlovitch Kotchoubeï : 1801 à 1802.

Le 8 septembre 1802, Alexandre Ier de Russie créa le ministère des Affaires étrangères.